# Capacitance Electronic Disc

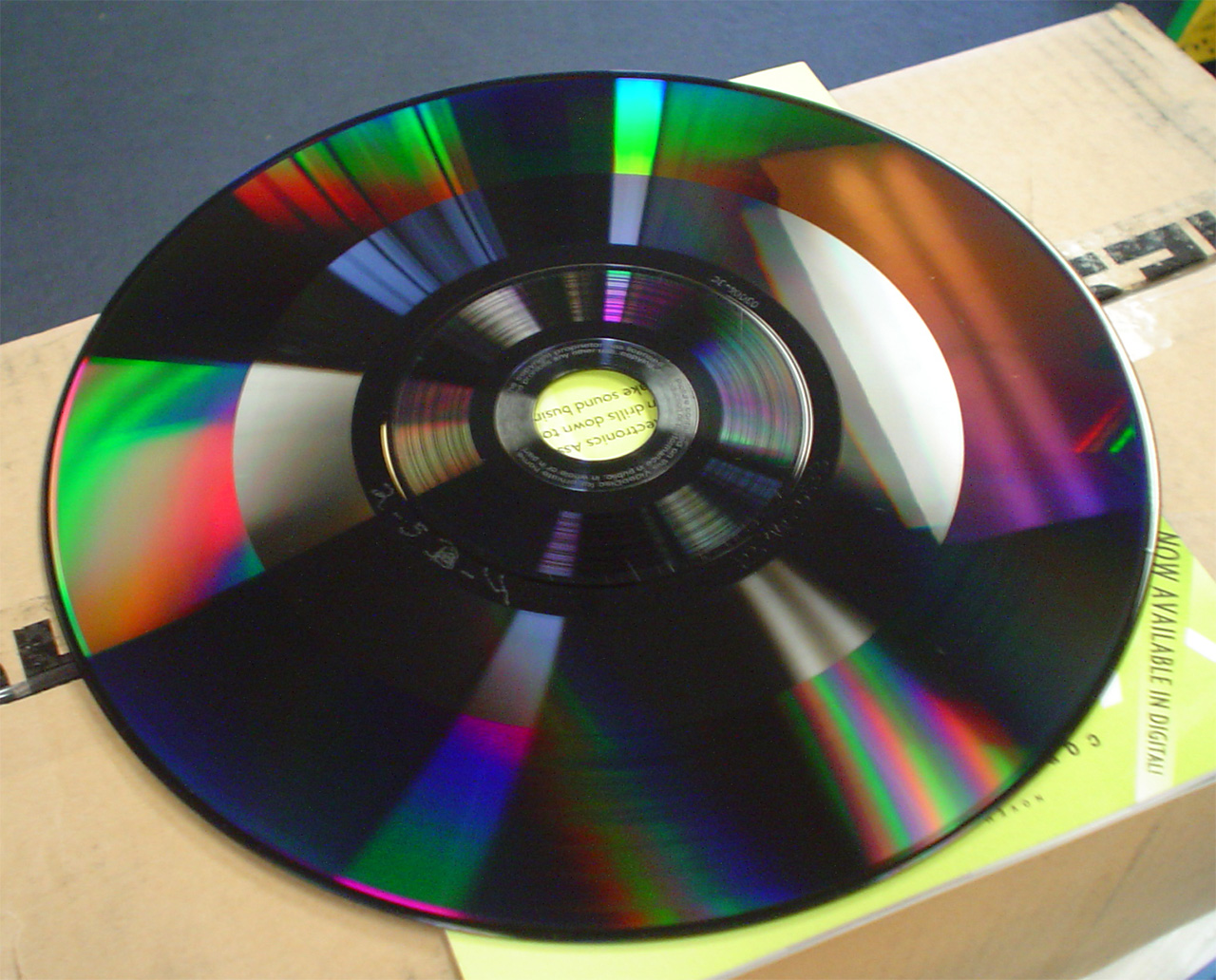
En CED-skiva utan släden.

Capacitance Electronic Disc (förkortat CED, ibland kallat SelectaVision) är ett analogt hemvideo-format baserat på konduktiva vinylskivor. Det lanserades av RCA 1981, även om tekniken utvecklats redan 1964.
CED-systemets fördel var att befintlig infrastruktur för LP-skivor kunde användas, och priset att tillverka en skiva var lågt. 
Till skillnad mot de samtida formaten VHS, Betamax och Video 2000 var inspelning inte möjlig. CED konkurrerade dock främst med det tekniskt överlägsna formatet Laserdisc. Spelarna slutade tillverkas 1984 och de sista skivorna gavs ut två år senare.

## Teknologi
Varje film bestod av en släde som innehöll en 300 mm skiva tillverkad av en blandning av pvc-plast och kol. Skivan hade ett spiralformat spår ingraverat på samma sätt som på en ljudskiva fast ingraveringen var mycket tätare. Spelarens nål följde skivans spår och här uppstod en konduktiv krets som skapade en signal vilken spelaren avkodade. På grund av mekaniskt slitage höll en skiva maximalt 500 uppspelningar, och nålen behövde också bytas regelbundet.
När en film skulle spelas matades släden in i CED-spelaren som drog ur skivan och matade sedan ut släden som användaren fick förvara på lämplig plats. En CED-skiva rymde 60 minuter innehåll på varje sida, så en typisk långfilm fick avbrytas när skivan skulle vändas.